# 三星乡 (石柱县)
三星乡，是中华人民共和国重庆市石柱土家族自治县下辖的一个乡镇级行政单位。

## 行政区划
三星乡下辖以下地区：
雷庄村、石星村、观音村、三树村、五斗村和下塘村。